# Xã Maple River, Quận Carroll, Iowa
Xã Maple River (tiếng Anh: Maple River Township) là một xã thuộc quận Carroll, tiểu bang Iowa, Hoa Kỳ. Năm 2010, dân số của xã này là 497 người.